# جان أوليفيراس
جان أوليفيراس (مواليد 7 يوليو 2004) هو لاعب كرة قدم إسباني يلعب في مركز الدفاع (ظهير أيسر) مع نادي روما في الدوري الإيطالي.